# 1. československá fotbalová liga 1958/1959
1. československá fotbalová liga 1958/59 byl 33. ročník československé fotbalové ligy. Soutěže se účastnilo celkem 14 týmů (poprvé od sezony 1953), což bylo o dva více než v sezoně předcházející. Před startem ročníku tedy došlo k rozšíření, které obstarali 4 nováčci – Jednota Košice, Dynamo Žilina, Spartak Ústí nad Labem a Spartak Praha Stalingrad. Vítězem se poprvé v historii stal slovenský ČH Bratislava a získal tak svůj 1. mistrovský titul (jediný ve federální éře). Díky vítězství v soutěži si ČH Bratislava (dnešní Inter) vybojoval účast v Poháru mistrů evropských zemí.
Po skončení této sezony sestoupily do druhé ligy dva kluby, shodou okolností oba nováčci soutěže – Dynamo Žilina a Spartak Ústí nad Labem.
Tento ročník začal v neděli 10. srpna 1958 úvodními pěti utkáními 1. kola a skončil v sobotu 20. června 1959 zbývajícími dvěma zápasy 26. kola.

## Konečná tabulka soutěže
| Poř.          | Tým                        | Z  | V  | R | P  | VG | OG | TP  | B  |
| ------------- | -------------------------- | -- | -- | - | -- | -- | -- | --- | -- |
| Zlatá medaile | Červená hviezda Bratislava | 26 | 16 | 8 | 2  | 56 | 27 | +29 | 40 |
| 2.            | Dukla Praha                | 26 | 12 | 7 | 7  | 40 | 30 | +10 | 31 |
| 3.            | Dynamo Praha               | 26 | 12 | 7 | 7  | 39 | 34 | +5  | 31 |
| 4.            | Tatran Prešov              | 26 | 12 | 5 | 9  | 35 | 37 | -2  | 29 |
| 5.            | TJ Rudá hvězda Brno        | 26 | 13 | 1 | 12 | 44 | 43 | +1  | 27 |
| 6.            | Baník Ostrava              | 26 | 10 | 6 | 10 | 44 | 40 | +4  | 26 |
| 7.            | Spartak Trnava             | 26 | 9  | 7 | 10 | 31 | 28 | +3  | 25 |
| 8.            | Slovan Bratislava          | 26 | 8  | 8 | 10 | 38 | 36 | +2  | 24 |
| 9.            | Spartak Praha Stalingrad   | 26 | 7  | 9 | 10 | 37 | 42 | -5  | 23 |
| 10.           | Spartak Praha Sokolovo     | 26 | 8  | 7 | 11 | 37 | 47 | +10 | 23 |
| 11.           | Jednota Košice             | 26 | 10 | 3 | 13 | 32 | 43 | -11 | 23 |
| 12.           | Dukla Pardubice            | 26 | 8  | 5 | 13 | 34 | 46 | -12 | 21 |
| 13.           | Dynamo Žilina              | 26 | 7  | 7 | 12 | 36 | 35 | +1  | 21 |
| 14.           | Spartak Ústí nad Labem     | 26 | 7  | 6 | 13 | 29 | 44 | -15 | 20 |

## Rekapitulace soutěže
| Československá Fotbalová liga 1958/59        |                                      |
|                                              |                                      |
| Ocenění                                      |                                      |
| Vítěz                                        | ČH Bratislava (1. titul)             |
| Kvalifikace do Evropských pohárů             |                                      |
| Pohár mistrů evropských zemí                 | ČH Bratislava                        |
| Vítěz domácího poháru                        |                                      |
| nekonalo se                                  |                                      |
| Pohyb v soutěži                              |                                      |
| Sestupující do II. ligy                      | Dynamo Žilina Spartak Ústí nad Labem |
| Postupující z II. ligy                       | Spartak Hradec Králové Slovan Nitra  |
| Nejlepší střelec                             |                                      |
| Miroslav Wiecek – ( Baník Ostrava) – 20 gólů |                                      |

## Soupisky mužstev

### ČH Bratislava
František Hlavatý (26/0/10) –
Titus Buberník (26/5),
Dezider Cimra (17/4),
Milan Dolinský (19/10),
Kazimír Gajdoš (26/4),
Arnošt Hložek (26/0),
Viliam Hrnčár (6/0),
Ladislav Kačáni (24/8),
Štefan Matlák (24/1),
Pavol Molnár (13/7),
Gustáv Mráz (14/0),
Adolf Scherer (23/15),
Valerián Švec (13/0),
Jiří Tichý (20/0),
Bohdan Ujváry (11/2),
Viktor Vargovčík (1/0),
Vladimír Weiss (13/0) –
trenér Karol Borhy

### Dukla Praha
Pavel Kouba (6/0/2),
Václav Pavlis (23/0/6) –
Jaroslav Borovička (21/2),
Jan Brumovský (21/4),
Jiří Čadek (26/0),
Milan Dvořák (16/4),
Jiří Ječný (7/0),
Karel Chrudimský (3/0),
František Kordula (11/7),
Josef Masopust (21/7),
Milan Mrázek (3/0),
Ladislav Novák (25/0),
Svatopluk Pluskal (18/5),
František Růžička (9/0),
Jiří Sůra (14/1),
František Šafránek (26/4),
Jan Šilar (1/0),
Ivo Urban (22/0),
Josef Vacenovský (26/5) –
trenér Karel Kolský

### Dynamo Praha
Břetislav Dolejší (23/0/6),
Alois Jonák (8/0/0) –
František Goldšmíd (2/0),
Ota Hemele (8/0),
Alois Hercík (19/9),
Jiří Hildebrandt (25/0),
Robert Hochman (11/3),
Václav Hovorka (10/2),
Josef Kettner (21/0),
... Kolman (1/0),
Jaroslav Kubeš (1/0),
Miroslav Linhart (13/0),
Josef Moravec (2/0),
František Morávek (19/4),
Ladislav Müller (4/0),
Václav Nedvěd (5/3),
Jiří Nedvídek (20/0),
Jiří Pešek (13/2),
Ladislav Svoboda (11/0),
Miloš Štádler (13/4),
Jiří Trnka (18/2),
Miloš Urban (25/6),
Jiří Vlasák (25/3),
Václav Zamazal (13/0) –
trenéři Antonín Rýgr (1.–15. kolo) a Vlastimil Kopecký (16.–26. kolo)

### Tatran Prešov
Jozef Bobok (1/0/0),
Justín Javorek (21/0/6),
Alois Večerka (6/0/1) –
Jozef Bomba (4/0),
Andrej Čepček (26/0),
Alexander Felszeghy (13/0),
Jozef Ferenc (26/2),
Ján Feriančík (21/5),
Jozef Gavroň (21/5),
Ladislav Gavroň (7/1),
Juraj Janoščin (4/0),
Štefan Kulan (13/1),
Alojz Martinček (1/0),
... Michalík (1/0),
Štefan Páll (10/1),
Ladislav Pavlovič (26/17),
Rudolf Pavlovič (26/2),
Karol Petroš (26/1),
František Semeši (22/0),
Vincent Tumidalský (6/0),
Anton Varga (22/0) –
trenéři Jozef Steiner (1.–15. kolo) a Gejza Šimanský (16.–26. kolo)

### TJ RH Brno
... Fronc (3/0/0),
František Kraclík (7/0/2),
Zdeněk Placheta (17/0/6) –
Vlastimil Bubník (14/7),
Bronislav Danda (6/1),
Zdeněk Hajský (24/9),
Karel Kohlík (24/0),
Zdeněk Koláček (22/10),
Arnošt Machovský (22/0),
František Majer (7/0),
Miroslav Mikeska (25/2),
Stanislav Navrátil (24/0),
Jozef Obert (17/9),
Josef Píša (8/1),
Zdeněk Přibyl (3/0),
Jaromír Salaj (7/0),
Bohuslav Sláma (26/0),
Jiří Šón (25/0),
Bořivoj Voborný (25/4) –
trenér Josef Eremiáš

### Baník Ostrava
František Dvořák (22/0/6),
Karel Hobšil (1/0/0),
Vladimír Mokrohajský (4/0/0) –
Prokop Daněk (13/0),
Karel Dvořák (24/1),
Bedřich Köhler (25/0),
Zdeněk Kosňovský (12/1),
Jiří Křižák (20/5),
Slavomír Kudrnoha (1/0),
Jiří Nevrlý (1/0),
Josef Ondračka (24/1),
Tomáš Pospíchal (26/6),
Karel Sedláček (21/5),
Zdeněk Stanczo (25/1),
František Šindelář (13/1),
Luboš Štěrba (18/0),
Josef Vludyka (7/0),
Miroslav Wiecek (24/20),
Vilém Závalský (19/2) –
trenér Jaroslav Vejvoda

### Spartak Trnava
Imrich Stacho (26/2/8) –
Jozef Adamec (11/2),
Vladimír Bachratý (6/0),
Rudolf Bartek (14/1),
Vojtech Bednárik (4/0),
Milan Galbička (22/8),
Jozef Gögh (23/0),
Jozef Heimberger (3/0),
Ján Horváth (24/4),
Stanislav Jarábek (9/2),
Juraj Kadlec (23/0),
Ľudovít Koiš (26/10),
Štefan Pšenko (26/0),
Štefan Slanina (24/0),
Štefan Slezák (17/0),
Jozef Štibrányi (4/0),
Ján Šturdík (16/2),
Karol Tibenský (26/0) –
trenér Anton Malatinský

### Slovan Bratislava
Karol Tibenský (2/0/0),
Viliam Schrojf (24/0/4) –
Ján Andrejkovič (22/1),
Milan Balážik (16/6),
Anton Bíly (24/7),
Mikuláš Čirka (13/0),
Ján Fáber (2/0),
Igor Fillo (5/1),
Milan Halás (4/0),
Vojtech Jankovič (22/0),
Július Kánássy (24/0),
Miroslav Kivoň (1/0),
Július Kováč (8/0),
Štefan Král (8/0),
Alexander Matúšek (2/0),
Pavol Molnár (11/2),
Anton Moravčík (23/9),
Jozef Obert (8/5),
Emil Pažický (19/2),
Ján Popluhár (25/5),
Jozef Pukalovič (1/0),
Anton Urban (25/0),
Jozef Vengloš (15/0) –
trenéři Jozef Baláži (1.–8. kolo), bez trenéra (9.–13. kolo), József Ember (14.–23. kolo) a Štefan Jačiansky (24.–26. kolo)

### Spartak Praha Stalingrad
Emil Doležal (1/0/0),
André Houška (23/0/6),
Karel Mizera (5/0/0) –
Oldřich Bílek (1/0),
František Fiktus (23/2),
Ladislav Fišer (26/0),
Stanislav Hlaváček (13/0),
Ladislav Hubálek (20/8),
František Ipser (23/0),
Václav Janovský (18/0),
Karel Kaura (26/3),
Jiří Klaboch (6/0),
Zdeněk Kopsa (25/9),
Vladimír Kos (26/7),
Josef Král (22/2),
Oldřich Menclík (2/0),
František Mottl (25/5),
Miroslav Pohuněk (23/1) –
trenér Jiří Rubáš

### Spartak Praha Sokolovo
Miroslav Čtvrtníček (22/0/3),
Vilém Marzin (4/0/0) –
Jiří Gůra (10/0),
Jiří Hejský (26/3),
Jan Hertl (24/0),
František Jahoda (7/0),
Jaroslav Jareš (11/6),
Jiří Ječný (1/0),
Jaroslav Klauz (4/2),
František Kokta (8/1),
Josef Kořínek (3/0),
Tadeáš Kraus (24/10),
Stanislav Leifer (7/0),
Václav Mašek (10/3),
Jiří Mika (13/2),
Arnošt Pazdera (26/3),
Miroslav Pergl (14/1),
Zdeněk Procházka (26/0),
... Sirotek (16/0),
Václav Starý (25/0),
Emil Svoboda (21/6),
... Šimůnek (2/0),
Stanislav Vanžura (2/0) –
trenéři Vlastimil Preis (1.–7. kolo), Karel Senecký (8.–13. kolo, 18.–26. kolo) a Jaroslav Šimonek (14.–17. kolo)

### Jednota Košice
Ferdinand Hasoň (21/0/7),
Gejza Vrabeľ (7/0/1) –
Gejza Csákvári (22/0),
Karol Dobay (6/1),
Ján Gajdoš (24/0),
František Hájek (10/3),
Václav Jutka (2/0),
Ján Karel (20/0),
Jozef Kostini (8/2),
... Koša (1/0),
Anton Kozman (18/2),
Andrej Kvašňák (23/11),
Ladislav Labodič (8/0),
Štefan Lazar (9/0),
Ľudovít Mangera (20/0),
Alojz Martinček (13/2),
Michal Pavlík (19/0),
Pavol Pintér (26/2),
František Samuelčík (15/0),
Jozef Schwarz (25/8),
Ján Šemoda (5/0),
Viktor Vargovčík (1/0),
Július Vaško (1/0),
Anton Zlatoš (5/0) –
trenér Jozef Karel

### Dukla Pardubice
Jozef Bobok (1/0/0),
Július Holeš (7/0/1),
Ľubomír Kaclík (23/0/3) –
L. Antala (5/0),
Ivan Benko (3/0),
Eduard Borovský (7/0),
František Danyi (1/0),
Prokop Daněk (7/0),
Jiří Grund (2/0),
Telesfor Halmo (26/2),
Stanislav Jarábek (17/0),
Vladimír Kopanický (25/8),
Jan Lála (19/1),
Karel Lichtnégl (24/6),
Vojtech Masný (17/3),
František Morávek (7/2),
Milan Mravec (10/1),
Karel Nepomucký (22/6),
Květoslav Novák (21/0),
Miroslav Ošťádal (26/0),
Emil Stibor (2/0),
Bedřich Šonka (14/5),
Josef Vokáček (1/0),
Karel Vovorský (20/0) –
trenér Jiří Zástěra

### Dynamo Žilina
Július Holeš (3/0/1),
Jozef Rúfus (23/0/5) –
Július Dávid (18/5),
Eduard Hančin (17/5),
Alexander Horváth (9/1),
Viliam Jakubčík (25/8),
Andrej Kavka (5/0),
Anton Kopčan (25/0),
Pavol Majerčík (8/5),
Jozef Marušin (22/3),
... Medveď (18/0),
Milan Mravec (8/1),
Karel Palivec (17/6),
Vladimír Pažický (15/1),
Ján Saga (22/0),
Emil Stalmašek (18/1),
Ladislav Šmárik (14/0),
Boris Timkanič (10/0),
Ján Urbanič (26/0) –
trenér Béla Marosvári (1.–23. kolo) a Ján Klučiar (24.–26. kolo)

### Spartak Ústí nad Labem
Antonín Gemer (6/0/0),
Ladislav Žejdlík (23/0/4) –
L. Antala (17/1),
Karel Bílek (23/2),
Jiří Čmejla (2/1),
Stanislav Ehnert (4/0),
Miroslav Fialka (13/0),
Václav Hovorka (11/4),
Andrej Kondač (5/0),
Jiří Lamač (3/1),
... Ludvík (4/0),
František Majer (13/4),
Josef Majer (26/1),
... Matějka (18/1),
Josef Píša (13/3),
Jiří Richter (12/1),
Bedřich Rössel (13/1),
Leopold Slezáček (26/2),
Josef Svoboda (9/2),
... Šerpán (1/0),
Josef Vojta (26/4),
Edmund Weigert (26/1),
Miroslav Zuzánek (12/1) –
trenér Karel Kosař